# Галина Горяна
Галина Горяна — лікар, кандидат біологічних наук, доцент Інституту Екології та Медицини, творець методик стимуляції крові для ліквідаторів ЧАЕС 
, яка дозволила зберегти життя 12 пожежникам без пересадки кісткового мозку, а також декількох методик довголіття, чемпіонка України з гірськолижного спорту та тенісу, автор книг про здоровий спосіб життя: «Позбавтеся від остеохондрозу», «Ваша постава», «Сколіоз і радіація», «Харчування і радіація». Галина Горяна варта захоплення та поваги, оскільки своїм власним прикладом доводить, що активне довголіття - це реально. Отримавши травму хребта у 40 років при швидкісному гірському спуску на лижах, пані Галина зібрала докупи весь свій досвід та знання та розробила свою методику: «Системний підхід до коригування хребта». Результати застосування цієї методики за її словами [Архівовано 3 серпня 2020 у Wayback Machine.] вона може продемонструвати на своєму прикладі. Як каже пані Галина у інтерв'ю: «У свій 81 рік я практично здорова! Минуло вже понад 40 років після травми, а я, як і раніше, веду активний спосіб життя, граю в теніс, катаюся на лижах, беру участь у змаганнях з оздоровчої ходьби серед ветеранів тощо». 

## Дитинство та юність
Дитинство Галини пройшло в Якутії, куди вона з батьками - генетиками за професією переїхала з України після 1936 року у зв'язку зі сталінськими політичними "чистками". Там вона і захопилась зимовими видами спорту, такими як фігурне катання та гірські лижі. Повернення сім'ї в Україну відбулося в 1946 році. Як свідчить сама пані Галина, на Батьківщині вона продовжувала грати в баскетбол та волейбол. Незабаром після повернення до пані Галини почав залицятись тренер з гірськолижного спорту та її майбутній чоловік і це стало відправною точкою у її спортивній кар'єрі. Вже в перший рік занять пані Галина отримала першість на чемпіонаті України і була незамінним учасником збірної України. Це захоплення продовжилось до 40 років, поки Галина не отримала травму хребта під час одного зі спусків. Тоді лікарі констатували «прогресуюче знерухомлення».

## Наукова діяльність
В 1973 році для пані Галини почався шлях пізнання та систематизації знань іноземної, зокрема, англомовної літератури з йоги. На основі отриманих знань, вона розробила унікальну методику оздоровлення хребта, яку змогла адаптувати для себе настільки добре, що вже за деякий час виступала разом зі студентами у збірній університету з гірськолижного спорту, де працювала викладачем. При цьому пані Галина гармонійно поєднувала наукову діяльність зі своїм захопленням: її дисертація була присвячена темі підвищення рівня стійкості організма до радіації і пані Галина проводила дослідження безпосередньо на гірських схилах, де іноді зустрічається підвищений рівень радіації.

## Теніс
Кар'єра тенісистки пані Галини почалась в 60 років з аматорської гри в київському Гідропарку. Вже у 2014 році пані Галина вперше взяла участь у тенісному турнірі серед супер-сенйорів в категорії 80+, здобула титул чемпіона України. В цій віковій категорії пані Галина була на той час єдиною на пострадянському просторі. Серед здобутків також участь у турнірах в Туреччині та в США у жовтні 2017 року.

## Особисте життя
Своє особисте життя пані Галина коментує таким чином: "В мене було три чоловіки. Перший – мій тренер з лиж. Перемоги в змаганнях, гори, почуття... закохалася. Коли вже вийшла заміж, зрозуміла, що це за людина. Другого чоловіка син не прийняв, довелося розійтися. Ну і третій був… А тепер мене і під дулом пістолета заміж не візьмеш. Розумієте, людина приходить зі своїми звичками, а в мене - свої. Треба буде або мені себе ламати, або йому. Якщо він це робитиме, я його не поважатиму. А себе я ламати не буду". 
"Онуки мене кличуть бабусею і я з цього дуже тішуся. На вихідні я гуляю з молодшим онуком, ми йдемо на тенісний корт, разом робимо зарядку, він трохи грає, потім їдемо на пляж, а потім я з ним на майданчику гуляю. Все як у звичайних бабусь, тільки вони поки онуки грають, сидять на лавочці, а я роблю вправи. Чи англійську вчу". 
Пані Галина продовжує бути головою клубу "Активне довголіття" та запрошує всіх щосереди о 8:50 на Русанівську набережну, 12 для виконання вправ з оздоровлення. Вона продовжує консультувати пацієнтів з проблемами хребта, проводити лекції, знімати та монтувати відео для свого каналу на YouTube та вести власну сторінку у Facebook.